# Face à Hanouna
Face à Hanouna est une émission télévisée française à caractère politique diffusée sur C8 et animée par Cyril Hanouna.
Son premier épisode est diffusé le samedi 3 février 2024, de 19 h 10 à 21 h, l'émission est enregistrée le jeudi précédent. La programmation est prévue pour une période de dix semaines à partir de sa première diffusion.

## Présentation et composition du programme
Chaque samedi et dimanche, Cyril Hanouna se focalise principalement sur l'actualité médiatique et politique. Parmi les chroniqueurs de ce programme, trois visages familiers de Touche pas à mon poste ! sont présents : Raymond Aabou, Valérie Bénaïm ainsi que Gilles Verdez.
Cette émission est composée de deux parties et est enregistrée, contrairement à TPMP qui est diffusée en direct. Il est souligné que le plateau a pour vocation d'évoluer en fonction de l'actualité, selon les précisions fournies par C8.

## Participants
Sur le plateau de l'émission, qualifiée par la chaîne du groupe Canal+ de « proche de Touche pas à mon poste ! mais plus politique », plusieurs intervenants contribuent à marquer l'émission à droite, voire à l'extrême droite,.
Parmi eux, le député Julien Odoul, invité en tant que porte-parole du Rassemblement national, l'eurodéputée Les Républicains Laurence Sailliet, anciennement chroniqueuse de l'émission Balance ton post !, Juliette Briens, journaliste du magazine L'Incorrect fondé par des proches de Marion Maréchal et chroniqueuse de BFM TV et l'influenceuse Bahia Carla Stendhal, partisane d'Éric Zemmour. Afin d'apporter une diversité d'opinions, le rappeur Rost, affilié à la gauche, participe à l'émission[réf. nécessaire].
Initialement prévu dans le programme, l'homme politique Jean Lassalle (président du parti Résistons) décline finalement l'invitation. Il explique sa décision en déclarant : « Je ne me sentais pas vraiment, alors j'ai dit non. Il y a aussi mon intuition personnelle. On commente l'actualité, mais tout cela est quand même très encadré. Je me suis dit que j'allais me faire cornériser dans une émission comme celle-là, comme disent les jeunes. Moi, j'ai besoin d'être libre, de pouvoir donner mon point de vue. J'ai plutôt le sentiment que ça ne me ressemblait pas ».

## Audiences
L’émission connaît un bon démarrage en cumulant 627 000 téléspectateurs lors de sa première diffusion sur les trois parties, des scores supérieurs à TPMP People, animé par Matthieu Delormeau, diffusé sur le même créneau la saison précédente.
Un mois après son lancement, l’émission confirme de bonne audience avec une moyenne de 670 000 téléspectateurs et 1,05 million téléspectateurs respectivement pour les deuxièmes et troisièmes parties d’émission.
L’émission bat son record d’audience le samedi 24 février en cumulant près d’1,3 million téléspectateurs et 7,0% de PDM lors de sa dernière partie. Un record battu plus tard, le dimanche 7 avril avec 1,4 million téléspectateurs.
| N° | Date de diffusion        | Audiences  | Audiences | PDM   |
| -- | ------------------------ | ---------- | --------- | ----- |
| 1  | Samedi 3 février 2024    | 1re partie | 526 000   | 3 %   |
| 1  | Samedi 3 février 2024    | 2e partie  | 542 000   | 2,9 % |
| 1  | Samedi 3 février 2024    | 3e partie  | 813 000   | 4,2 % |
| 2  | Dimanche 4 février 2024  | 1re partie | 460 000   | 2,2 % |
| 2  | Dimanche 4 février 2024  | 2e partie  | 473 000   | 2,2 % |
| 2  | Dimanche 4 février 2024  | 3e partie  | 930 000   | 4,6 % |
| 3  | Samedi 10 février 2024   | 1re partie | 499 000   | 3 %   |
| 3  | Samedi 10 février 2024   | 2e partie  | 606 000   | 3,4 % |
| 3  | Samedi 10 février 2024   | 3e partie  | 1 020 000 | 5,6 % |
| 4  | Dimanche 11 février 2024 | 1re partie | 494 000   | 2,6 % |
| 4  | Dimanche 11 février 2024 | 2e partie  | 556 000   | 2,6 % |
| 4  | Dimanche 11 février 2024 | 3e partie  | 1 110 000 | 5,4 % |
| 5  | Samedi 17 février 2024   | 1re partie | 579 000   | 3,5 % |
| 5  | Samedi 17 février 2024   | 2e partie  | 718 000   | 4 %   |
| 5  | Samedi 17 février 2024   | 3e partie  | 1 150 000 | 6,3 % |
| 6  | Dimanche 18 février 2024 | 1re partie | 604 000   | 3,2 % |
| 6  | Dimanche 18 février 2024 | 2e partie  | 713 000   | 3,5 % |
| 6  | Dimanche 18 février 2024 | 3e partie  | 1 090 000 | 5,6 % |
| 7  | Samedi 24 février 2024   | 1re partie | 517 000   | 3,1 % |
| 7  | Samedi 24 février 2024   | 2e partie  | 653 000   | 3,6 % |
| 7  | Samedi 24 février 2024   | 3e partie  | 1 290 000 | 7 %   |
| 8  | Dimanche 25 février 2024 | 1re partie | 520 000   | 2,6 % |
| 8  | Dimanche 25 février 2024 | 2e partie  | 670 000   | 3,1 % |
| 8  | Dimanche 25 février 2024 | 3e partie  | 1 190 000 | 5,8 % |
| 9  | Samedi 2 mars 2024       | 1re partie | 617 000   | 3,8 % |
| 9  | Samedi 2 mars 2024       | 2e partie  | 830 000   | 4,6 % |
| 9  | Samedi 2 mars 2024       | 3e partie  | 1 000 000 | 5,4 % |
| 10 | Dimanche 3 mars 2024     | 1re partie | 626 000   | 3,2 % |
| 10 | Dimanche 3 mars 2024     | 2e partie  | 720 000   | 3,4 % |
| 10 | Dimanche 3 mars 2024     | 3e partie  | 1 240 000 | 6,1 % |
| 11 | Samedi 9 mars 2024       | 1re partie | 526 000   | 3,2 % |
| 11 | Samedi 9 mars 2024       | 2e partie  | 781 000   | 4,3 % |
| 11 | Samedi 9 mars 2024       | 3e partie  | 1 240 000 | 6,6 % |
| 12 | Dimanche 10 mars 2024    | 1re partie | 685 000   | 3,5 % |
| 12 | Dimanche 10 mars 2024    | 2e partie  | 682 000   | 3,2 % |
| 12 | Dimanche 10 mars 2024    | 3e partie  | 1 070 000 | 5 %   |
| 13 | Dimanche 17 mars 2024    | 1re partie | 653 000   | 3,4 % |
| 13 | Dimanche 17 mars 2024    | 2e partie  | 707 000   | 3,4 % |
| 13 | Dimanche 17 mars 2024    | 3e partie  | 1 070 000 | 5,3 % |
| 14 | Samedi 23 mars 2024,     | 1re partie | 860 000   | 4,7 % |
| 14 | Samedi 23 mars 2024,     | 2e partie  | 1 210 000 | 6,3 % |
| 15 | Dimanche 24 mars 2024    | 1re partie | 747 000   | 3,9 % |
| 15 | Dimanche 24 mars 2024    | 2e partie  | 875 000   | 4,1 % |
| 15 | Dimanche 24 mars 2024    | 3e partie  | 1 370 000 | 6,5 % |
| 16 | Samedi 6 avril 2024      | 1re partie | 494 000   | 3,3 % |
| 16 | Samedi 6 avril 2024      | 2e partie  | 637 000   | 3,8 % |
| 16 | Samedi 6 avril 2024      | 3e partie  | 1 090 000 | 6,3 % |
| 17 | Dimanche 7 avril 2024    | 1re partie | 543 000   | 3,1 % |
| 17 | Dimanche 7 avril 2024    | 2e partie  | 822 000   | 4 %   |
| 17 | Dimanche 7 avril 2024    | 3e partie  | 1 400 000 | 6,9 % |
| 18 | Samedi 13 avril 2024     | 1re partie | 513 000   | 3,9 % |
| 18 | Samedi 13 avril 2024     | 2e partie  | 819 000   | 5,7 % |
| 18 | Samedi 13 avril 2024     | 3e partie  | 1 420 000 | 8,6 % |
| 19 | Dimanche 14 avril 2024   | 1re partie | 620 000   | 3,8 % |
| 19 | Dimanche 14 avril 2024   | 2e partie  | 802 000   | 4,2 % |
| 19 | Dimanche 14 avril 2024   | 3e partie  | 1 220 000 | 6,3 % |
| 20 | Samedi 20 avril 2024     | 1re partie | 682 000   | 4,5 % |
| 20 | Samedi 20 avril 2024     | 2e partie  | 727 000   | 4,3 % |
| 20 | Samedi 20 avril 2024     | 3e partie  | 1 170 000 | 6,7 % |
| 21 | Dimanche 21 avril 2024   | 1re partie |           |       |
| 21 | Dimanche 21 avril 2024   | 2e partie  |           |       |
| 21 | Dimanche 21 avril 2024   | 3e partie  |           |       |